# ウィルテイクチャージ
ウィルテイクチャージ（Will Take Charge、2010年4月13日 - ）は、アメリカ合衆国のサラブレッドの競走馬・種牡馬。クラシックこそ無冠に終わったが、2013年トラヴァーズステークスとクラークハンデキャップのG1競走2勝、さらにブリーダーズカップ・クラシック2着などの活躍によりエクリプス賞最優秀3歳牡馬に選出された。

## 経歴

### 出生
ケンタッキー州のオーナーブリーダー企業であるイートン社（Eaton Sales）の生産した、栗毛に幅広の流星が特徴的なサラブレッドの牡馬である。馬体は大柄で、体高はトラヴァーズステークス優勝当時には17ハンド（約172.72センチメートル）をすこし超えるまで成長していた。
1歳時の2011年9月、ヒルンデール社の仲介のもとキーンランドのイヤリングセールに出品され、そこで425,000ドルで建築家のウィリス・ホートンに落札されている。その後、ウェイン・ルーカス調教師に預けられて競走馬としての訓練を積んだ。ルーカス厩舎の同期生には、のちにプリークネスステークスを制するオクスボウなどがいた。

### 2歳時（2012年）
デビュー戦は8月16日のことで、サラトガ競馬場で行われた未勝利戦（ダート5.5ハロン）で5着であった。続く10月18日、鞍上をジョン・コート騎手に乗り換えて挑んだ2戦目（未勝利戦・キーンランド・オールウェザー7ハロン）にて、2着に1馬身差をつけての初勝利を挙げている。以後、クラシック戦線まで多くの競走でコートが鞍上を務めた。
その後は2戦して13着・2着と、この時点では目立つ成績ではなかった。

### 3歳前半（2013年）
3歳シーズンの初戦は1月21日のスマーティジョーンズステークス（オークローンパーク・ダート1マイル・L）で、ウィルテイクチャージは先行馬には不利な大外の9番枠からの発走となったが、最初のコーナーを大きく回らされつつも果敢に先行、バックストレッチ時点で2番手まで進出した。そして前走で負けたテキサスブリング（Texas Bling）を最終コーナーで抜き、同馬をクビ差抑えて初のステークス競走勝ちを収めた。
ルーカスはクラシック路線における主軸をウィルテイクチャージと、同時期にルコントステークス（G3）を制したオクスボウの2頭に据えて計画を練り、次の競走はサウスウェストステークス（2月18日・オークローンパーク・ダート8.5ハロン・G3）かリズンスターステークス（2月23日・フェアグラウンズ・ダート8.5ハロン・G2）が候補に挙がり、またその先3月16日のレベルステークス（オークローンパーク・8.5ハロン・G2）が予定されていた。そしてオクスボウがリズンスターステークスに送られる一方で、ウィルテイクチャージはサウスウェストステークスのほうに出走した。しかし、この競走中は最後尾10番手にずっと留まるスピードに欠けた走りで、疲れて後退してきた馬をかわして6着に入るのが関の山であった。
3月16日のレベルステークスは不良馬場で行われ、このため前走サウスウェストステークスを同じく不良馬場のなか11馬身差をつけて圧勝してきたスーパーナインティナイン（Super Ninety Nine）に人気が集中し、2番人気にオクスボウ、一方でウィルテイクチャージは穴人気の単勝オッズ29.00倍であった。ウィルテイクチャージは競走序盤は中団6番手に留まって進み、バックストレッチからコーナーに入るところで徐々に進出、先頭を争っていたスーパーナインティナインが下がるとこれを抜いて3番手にまで上がり、最後の直線でオクスボウをアタマ差追い抜いて勝利を手にした。ルーカスはこの勝利に「天候問わずの馬だ」とウィルテイクチャージを評した。その後、ケンタッキーダービー（5月4日・チャーチルダウンズ・ダート10ハロン・G1）に向けてのプレップレースとしてブルーグラスステークス（4月13日・キーンランド・オールウェザー9ハロン・G1）を使うかが検討されていたが、結局使わずケンタッキーダービーに直行を選んでいる。
しかし、クラシック三冠競走でのウィルテイクチャージは見どころがないままに終わった。ケンタッキーダービーでは中団に留まったまま8着、プリークネスステークス（5月18日・ピムリコ・ダート9.5ハロン・G1）では鞍上にマイク・スミスを迎えて挑むも7着と凡走、コートを鞍上に戻しての三冠最終戦ベルモントステークス（6月8日・ベルモントパーク・ダート12ハロン・G1）でも10着に敗れている。

### 3歳後半（2013年）
3歳夏競馬のシーズンに入ると、ウィルテイクチャージはその初戦に7月27日のジムダンディステークス（サラトガ・ダート9ハロン・G2）に登録された。それまでウィルテイクチャージはブリンカーを装着していたが、ルーカスはこの競走以降ブリンカーを外して出走させている。この競走では前走ベルモントステークスに優勝したパレスマリスらとの対戦となり、ウィルテイクチャージはその中団5番手につけると、第3コーナーから先団を飲み込んで進出、最後の直線で先頭パレスマリスに1馬身差まで迫ったところでゴール、2着に入った。ルーカスは競走後のコメントで「彼はまだ体が軽く、成長途中。30日後のトラヴァーズステークスまでには目に見えて違っているよ」と自信を覗かせていた。
夏競馬の大一番に当たるトラヴァーズステークス（8月24日・サラトガ・ダート10ハロン・G1）には9頭の3歳馬が集まり、新たに鞍上にルイス・サエス騎手を迎えて出走したウィルテイクチャージのほかには、パレスマリス、ケンタッキーダービー優勝馬のオーブ、ドワイヤーステークス（G2）の勝ち馬モレノ（Moreno）、ハスケルインビテーショナルステークス（G1）を圧勝してきたヴェラザノ（Verrazano）らが顔をあわせていた。競走はスタートでパレスマリスが出遅れ、一歩でモレノが先頭に立つ展開で始まり、ウィルテイクチャージはオーブに並びかけて5番手を確保、そのままバックストレッチまで絶好の位置を確保していた。バックストレッチから第3コーナーに入るところで先に動いたのはオーブで、内側から切り込むオーブとは対照的に、ウィルテイクチャージは外からまくりあげて先頭集団に挑みかかった。そして、最後の直線で4番手まで上がっていたウィルテイクチャージはそのまま必死に追い上げ、ともに追い上げてきたオーブをかわし、先頭のモレノをハナ差で追い抜いたところでゴール、初のG1勝ちを収めた。この勝利は鞍上のサエスにとっても初の北米G1勝利で、サエスは「神に、ルーカスに、そしてチャンピオンを見に来てくれたここの皆さんに感謝したい。調教はとても良かった。前走、彼が2着になった時に、私は彼の乗り方を知り、そして再現できた。彼が走りたいように走らせた」と語った。また、ルーカスは先にプリークネスステークスを制していたオクスボウも引き合いに出し、「とてもいい気分だ。彼らは（その能力を）思い出させてくれるのにだいぶ時間をかけてしまった。だけど倍返しで戻してくれた」とコメントした。
11月に迎えるブリーダーズカップに向けて、ルーカスはウィルテイクチャージの次走に、3歳戦のペンシルベニアダービー（9月21日・パークスレーシング・ダート9ハロン・G2）か、古馬混合戦のジョッキークラブゴールドカップ（9月28日・ベルモントパーク・ダート10ハロン・G1）かを検討し、結果ペンシルベニアダービーを選択した。レースでは先行集団の後ろ5番手につけて道中を進み、最終コーナーで追い上げる際に一時前に壁を作られてしまったが、直線の入口で内側に鋭く切り込んで進路を確保、そのまま勢いよく抜けてゴール、2着のモレノに2馬身1/4差で連勝を飾った。
一方でトラヴァーズステークスのあと、モレノの調教師であるエリック・ギロットは、サエスが「ブザー」と呼ばれる馬に電気刺激を与える機器を不正に使用していたとニューヨーク州ゲーミング協会（NYGC）に申し立てを行っていた。この疑惑にニューヨーク州警察らが捜査に当たっていたが、その結果10月4日にNYGCは「サエスの身辺にはそれらの機器はなく、ギロットの主張は根拠がない」と結論付けて公表している。

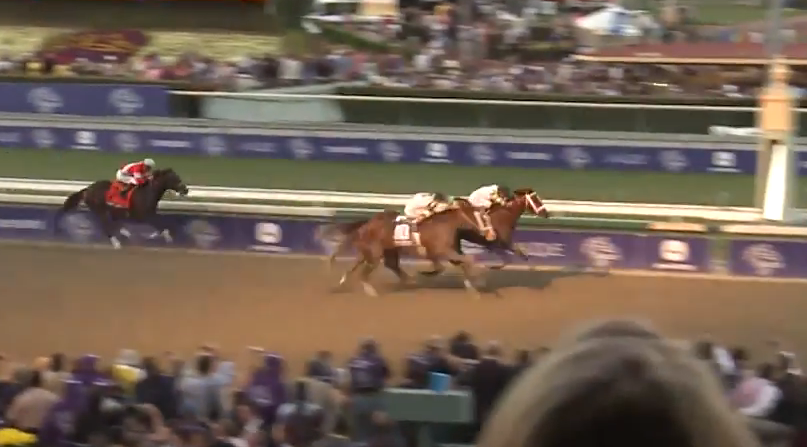
2013年BCクラシック決勝線。外がウィルテイクチャージ、内が勝ったムーチョマッチョマン。

11月2日、ウィルテイクチャージはこの年の最大目標に当たるブリーダーズカップ・クラシック（サンタアニタパーク・ダート10ハロン・G1）に登録された。当日11頭立てで行われたこの競走で、ゲームオンデュードやムーチョマッチョマンら古馬勢、アイルランドから参戦したデクラレーションオブウォーらが人気上位の中、ウィルテイクチャージはパレスマリスに次ぐ5番人気、単勝9.60倍に支持されていた。スタートから先頭をゲームオンデュードやモレノ、フォートラーンドらが争う展開となり、その後ろにはムーチョマッチョマンとデクラレーションオブウォーがぴったり続き、ウィルテイクチャージは中団やや後方の9番手で最初のコーナーを回っていった。バックストレッチで先頭集団の順位が入れ替わる頃合いにウィルテイクチャージも徐々に順位を上げ、第3コーナー手前では6番手にまで上がってきていた。しかし、コーナーで前にできた壁をよけきれず、大きく外側を回らされたこともあって、最後の直線で猛烈に追い上げるものの先頭ムーチョマッチョマンにハナ差届かず栄冠を逃した。競走後、鞍上を務めたサエスは「失速してきたパレスマリス（手前5番手だった）をよけるの外を回らされたのが影響した」と敗因を語っている。
ブリーダーズカップ・クラシック2着の時点でウィルテイクチャージはすでにエクリプス賞最優秀3歳牡馬の最有力候補であったが、ルーカスは「我々はいまとてもキレがいい。もうひとつG1を勝って、彼に箔をつけてやりたい」と語り、この年最後の競走としてクラークハンデキャップ（11月29日・チャーチルダウンズ・ダート9ハロン・G1）にウィルテイクチャージを登録した。この競走ではウィルテイクチャージと、前走9着に敗れていたゲームオンデュードとの再戦が注目され、1番人気はトップハンデのゲームオンデュード（126ポンド・単勝2.20倍）が選ばれ、一方ウィルテイクチャージは2番人気（123ポンド・3.40倍）に選ばれていた。スタートから中頃まで、アワダブルプレイ（Our Double Play）という馬が先頭を走り、その後ろ2番手にゲームオンデュードが控え、ウィルテイクチャージはそのまた後ろ外目4番手に構えた位置取りで競馬が続いていった。展開が動いたのは第3コーナーからゲームオンデュードが先頭に立ってからで、ウィルテイクチャージも外を回って大きく前進、そして最後の直線で4番手から猛然と追い上げて、ゴール手前でゲームオンデュードをアタマ差捕らえてゴールした。この年、ウィルテイクチャージは11戦5勝、獲得賞金2,960,977ドルとクラシックホース以上の戦績を残した。
年末の12月29日、馬主であるホートンはウィルテイクチャージの所有権の50%をスリーチムニーズファームに売却したことを発表した。内容には調教師は引き続きルーカスが務め、また2014年まで競走を継続し、引退後はスリーチムニーズファームで種牡馬入りすることが含まれていた。
翌年2014年1月17日、2013年度のエクリプス賞受賞者が発表され、ウィルテイクチャージは247票中231票を獲得して最優秀3歳牡馬に選出された。また、年度代表馬部門においても15票を得ている。

### 4歳時（2014年）
ウィルテイクチャージの2014年の始動はガルフストリームパーク競馬場のドンハンデキャップ（2月9日・ダート9ハロン・G1）から始まり、その先はサンタアニタハンデキャップ（3月8日・サンタアニタパーク・ダート10ハロン・G1）が予定として組まれていた。ドバイワールドカップ（3月29日・メイダン・オールウェザー2,000メートル・G1）という選択肢もあったものの、ホートンの意向によりサンタアニタに向かうことにしたという。ウィルテイクチャージは出走馬11頭中のトップハンデ123ポンドを課され、当日の単勝オッズは1番人気2.50倍と絶大な支持を受けていた。レースはスタートからアンキャプチャード（Uncaptured）とリー（Lea）の2頭が先頭を争う展開で、ウィルテイクチャージは先行集団の後ろ6番手でコースの内側を走っていた。バックストレッチからコーナーにかけて、ウィルテイクチャージは馬体を外に持ち出して先行集団を追い抜きにかかったが、この先行集団の壁が広く、このため大きく外を回らされることになる。それでも直線の入口では2番手まで押し上げたものの、前に残っていたリーを捕らえることはできず、リーがトラックレコード優勝を決めたその1馬身半あとに2着で入線した。
3月8日に迎えたサンタアニタハンデキャップには、サンシャインミリオンズクラシックを圧勝してきたムーチョマッチョマンと、2011年・2013年に続く3度目のサンタアニタ制覇が懸かったゲームオンデュードも登録されており、さながら三強対決の様相を呈していた。ハンデキャップはムーチョマッチョマンが124ポンド、ウィルテイクチャージが123ポンド、ゲームオンデュードが122ポンドで、馬券人気もまたその順に並んでいた。発走とともに先手を切ったのはヒアザゴースト（Hear the Ghost）だったが、ゲームオンデュードはすぐさま先頭を奪い取り、2番手に1馬身近くの差をあけて進む一方、ムーチョマッチョマンは3番手、ウィルテイクチャージはその後ろ4番手に位置してレース中盤まで進めていった。バックストレッチの後半、2番手だったヒアザゴーストが沈み始めると、ムーチョマッチョマンとウィルテイクチャージはゲームオンデュードとの差を埋めるように前へと持ち出し、最終コーナーでウィルテイクチャージはムーチョマッチョマンを抜いて2番手に立った。そして最後の直線で先頭をゆくゲームオンデュードを追い上げたが、その差は縮まらず、結果ゲームオンデュードの優勝から1馬身3/4差離されての2着に敗れた。ムーチョマッチョマンはウィルテイクチャージからさらに9馬身近く離された4着に入っている。
その後ウィルテイクチャージはルーカスの地元であるオークローンパーク競馬場に戻り、4月12日のオークローンハンデキャップ（ダート9ハロン・G2）に出走、トップハンデ123ポンドを積みながらも、単勝1.40倍の圧倒的人気に支持された。6頭立てで行われたこの競走で、ウィルテイクチャージは最後方6番手からの競馬となり、レースの中盤過ぎに第3コーナーを大きく回りながら進出していった。このとき、直線入口で前に向き直ったところでウィルテイクチャージは内側に大きくよれて、隣にいたゴールデンラッド（Golden Lad）にもたれかかってしまう。体勢を整えながら前に進むも、再び内側によれ続けて、他馬の進路を防ぎながらゴールに1位入線した。しかし、ぶつかったゴールデンラッド（5着・ゲイリー・スティーヴンス）、および進路を塞がれたレヴォリューショナリー（Revolutionary・2着・マイク・スミス）の騎手両名はウィルテイクチャージに妨害を受けたと抗議し、このため審議が行われる。そして長時間の審議の結果、最終的に着順通りの裁定が下され、ウィルテイクチャージの同年初勝利が確定した。
5月2日、ウィルテイクチャージはチャーチルダウンズ競馬場のアリシーバステークス（ダート8.5ハロン・G2）に出走した。この競走では乗り替わりでゲイリー・スティーヴンスを鞍上に載せ、8頭立てのなか単勝オッズ1.60倍という断然人気に推されていた。スタートから内側6番手の好位置につけたが、後にスティーヴンスが「最初は内側でよかったんだけど、帰りのコーナーのときには自分も馬もうれしい状況になかった」と語るよう、前と外側に壁を作られてどちらにも持ち出せないまま終始展開が続いてしまい、結果最後の直線でも伸びずに6着と大敗した。
続くスティーブンフォスターハンデキャップ（6月14日・チャーチルダウンズ・ダート9ハロン・G1）でもスティーヴンスが引き続き鞍上を務めたが、この競走では前走とは逆にスタートでもたついて、先頭から10馬身近く離された後方8番手からの競馬となった。一方で道中は「バックストレッチでは気楽に進められた、コーナーを大きく回って戻ってくるとき、彼は楽しそうだった」
と後に語る様子で、最終コーナーを回って4番手にまで上昇、そこから追い上げを図った。しかし、先頭に立っていたムーンシャインマーリン（Moonshine Mullin）を捕らえるには至らず、1馬身3/4差の2着に敗れた。
8月2日のホイットニー招待ハンデキャップ（サラトガ・ダート9ハロン・G1）ではパレスマリスとの久々の対戦で、ハンデキャップの上ではウィルテイクチャージは同等（124ポンド）であったが、馬券人気では目下4連勝中だったパレスマリスが圧倒的な人気を占めていた。久々にサエスを鞍上に迎えて出走したウィルテイクチャージは、スタートから最初のコーナーにかけて外目に持ち出していつもの後方待機を維持、モレノが先頭に立って馬群を引っ張るなか、少し離れた7番手でレースを進めていった。第3コーナーからいつものように大きく外をまくり上げていったが、内側に5頭ほどいたなかで持ち出したロスは大きく、モレノが逃げ切り勝ちを収める中で4馬身1/4離れた3着に敗れている。モレノの調教師であるギロットは、因縁の相手だったウィルテイクチャージを降したことに喜び、「トラヴァーズのときに感じていた自信をまた感じることができた。私の言いたいことがわかりますね？」と皮肉混じりのコメントを残している。
その後、9月27日のジョッキークラブゴールドカップ（ベルモントパーク・ダート10ハロン・G1）を目指して調整が行われていたが、9月21日に繋靭帯を痛めたことを理由に引退が宣言された。

### 競走成績表
- 競走名の略記はSはステークス、Hはハンデキャップ、BCはブリーダーズカップを意味する。
- 競走の格付けや馬場、距離や条件などは開催当時のもの。
- 距離・条件の略記はDはダート、AWはオールウェザー、fはハロンを意味する。1ハロンは約201メートル・1/8マイル。
- 斤量の単位はポンド。1ポンドは約0.453キログラム。
- 着差は優勝時は2着馬との差、それ以外は1着馬との差。
- 以下の競走成績はEQUIBASE[2]の情報に基づく。

| 出走日     | 競馬場                 | 競走名                            | 格 | 距離  | 斤量 | 着順 | 騎手            | 時計 （1着） | 着差      | 1着（2着）馬      |
| ---------- | ---------------------- | --------------------------------- | -- | ----- | ---- | ---- | --------------- | ------------ | --------- | ----------------- |
| 2012.08.16 | サラトガ               | 未勝利                            |    | D5.5f | 119  | 5着  | Joel Rosario    | (1:04.05)    | 6馬身     | Show Some Magic   |
| 2012.10.18 | キーンランド           | 未勝利                            |    | AW7f  | 118  | 1着  | Jon Court       | 1:24.01      | 1馬身     | （Hard Aces）     |
| 2012.11.24 | チャーチルダウンズ     | ケンタッキージョッキークラブS     | G2 | D8.5f | 122  | 13着 | Jon Court       | (1:44.97)    | 25馬身1/2 | Uncaptured        |
| 2012.12.09 | レミントンパーク       | レミントンスプリングボードマイルS | L  | D8f   | 120  | 2着  | Victor Lebron   | (1:39.96)    | 1馬身3/4  | Texas Bling       |
| 2013.01.21 | オークローンパーク     | スマーティジョーンズS             | L  | D8f   | 115  | 1着  | Jon Court       | 1:38.64      | クビ      | （Texas Bling）   |
| 2013.02.18 | オークローンパーク     | サウスウェストS                   | G3 | D8.5f | 122  | 6着  | Jon Court       | (1:44.84)    | 18馬身    | Super Ninety Nine |
| 2013.03.16 | オークローンパーク     | レベルS                           | G2 | D8.5f | 122  | 1着  | Jon Court       | 1:45.18      | アタマ    | （Oxbow）         |
| 2013.05.04 | チャーチルダウンズ     | ケンタッキーダービー              | G1 | D10f  | 126  | 8着  | Jon Court       | (2:02.89)    | 12馬身1/4 | Orb               |
| 2013.05.18 | ピムリコ               | プリークネスS                     | G1 | D9.5f | 126  | 7着  | Mike Smith      | (1:57.54)    | 16馬身    | Oxbow             |
| 2013.06.08 | ベルモントパーク       | ベルモントS                       | G1 | D12f  | 126  | 10着 | Jon Court       | (2:30.70)    | 17馬身    | Palace Malice     |
| 2013.07.27 | サラトガ               | ジムダンディS                     | G2 | D9f   | 121  | 2着  | Junior Alvarado | (1:47.37)    | 1馬身     | Palace Malice     |
| 2013.08.24 | サラトガ               | トラヴァーズS                     | G1 | D10f  | 126  | 1着  | Luis Saez       | 2:02.68      | ハナ      | （Moreno）        |
| 2013.09.21 | パークスレーシング     | ペンシルベニアダービー            | G2 | D9f   | 124  | 1着  | Luis Saez       | 1:49.28      | 2馬身1/4  | （Moreno）        |
| 2013.11.02 | サンタアニタパーク     | BCクラシック                      | G1 | D10f  | 122  | 2着  | Luis Saez       | (2:00.72)    | ハナ      | Mucho Macho Man   |
| 2013.11.29 | チャーチルダウンズ     | クラークH                         | G1 | D9f   | 123  | 1着  | Luis Saez       | 1:49.39      | アタマ    | （Game On Dude）  |
| 2014.02.09 | ガルフストリームパーク | ドンH                             | G1 | D9f   | 123  | 2着  | Luis Saez       | (1:46.86)    | 1馬身1/2  | Lea               |
| 2014.03.08 | サンタアニタパーク     | サンタアニタH                     | G1 | D10f  | 123  | 2着  | Luis Saez       | (1:58.17)    | 1馬身3/4  | Game On Dude      |
| 2014.04.12 | オークローンパーク     | オークローンH                     | G2 | D9f   | 123  | 1着  | Luis Saez       | 1:49.55      | 3/4馬身   | （Revolutionary） |
| 2014.05.02 | チャーチルダウンズ     | アリシーバS                       | G2 | D8.5f | 123  | 6着  | Gary Stevens    | (1:42.83)    | 10馬身1/4 | Moonshine Mullin  |
| 2014.06.14 | チャーチルダウンズ     | スティーブンフォスターH           | G1 | D9f   | 123  | 2着  | Gary Stevens    | (1:49.66)    | 1馬身3/4  | Moonshine Mullin  |
| 2014.08.02 | サラトガ               | ホイットニーS                     | G1 | D9f   | 124  | 3着  | Luis Saez       | (1:48.05)    | 4馬身1/4  | Moreno            |

## 種牡馬入り後
2015年よりスリーチムニーズファームで種牡馬として活動を開始し、初年度の種付け料は30,000ドルが設定されていた。種付け料は2015-2019年が30,000ドル、2020年が15,000ドルであった。2022年にThere Goes Harvardがハリウッドゴールドカップステークスを勝利し、産駒として初のG1勝利を挙げた。
2020年からはシャトル種牡馬として、ウルグアイのフィリップソン牧場で繋養されることになった。
2023年よりダーレー・ジャパン・ファームにて種牡馬生活を送る。
2024年1月28日に米国産馬のヘルシャフトが高知競馬の黒潮スプリンターズカップを勝利し、産駒が日本での初重賞勝利を飾った。

### 主な産駒
2018年産
- ゼアゴーズハーバード / There Goes Harvard - 2022年ハリウッドゴールドカップステークス
- ヘルシャフト 2024年黒潮スプリンターズカップ、御厨人窟賞、トレノ賞、建依別賞

## 血統表
| ウィルテイクチャージの血統             | ウィルテイクチャージの血統              | ウィルテイクチャージの血統 | （血統表の出典）         | （血統表の出典） |
| 父系                                   | ミスタープロスペクター系                | ミスタープロスペクター系   | ミスタープロスペクター系 | [ § 2 ]          |
| 父 Unbridled's Song 1993 芦毛 アメリカ | 父の父Unbridled 1987 鹿毛 アメリカ      | Fappiano                   | Mr. Prospector           | Mr. Prospector   |
| 父 Unbridled's Song 1993 芦毛 アメリカ | 父の父Unbridled 1987 鹿毛 アメリカ      | Fappiano                   | Killaloe                 |                  |
| 父 Unbridled's Song 1993 芦毛 アメリカ | 父の父Unbridled 1987 鹿毛 アメリカ      | Gana Facil                 | Le Fabuleux              | Le Fabuleux      |
| 父 Unbridled's Song 1993 芦毛 アメリカ | 父の父Unbridled 1987 鹿毛 アメリカ      | Gana Facil                 | Charedi                  |                  |
| 父 Unbridled's Song 1993 芦毛 アメリカ | 父の母Trolley Song 1983 芦毛 アメリカ   | Caro                       | *フォルティノ            | *フォルティノ    |
| 父 Unbridled's Song 1993 芦毛 アメリカ | 父の母Trolley Song 1983 芦毛 アメリカ   | Caro                       | Chambord                 |                  |
| 父 Unbridled's Song 1993 芦毛 アメリカ | 父の母Trolley Song 1983 芦毛 アメリカ   | Lucky Spell                | Lucky Mel                | Lucky Mel        |
| 父 Unbridled's Song 1993 芦毛 アメリカ | 父の母Trolley Song 1983 芦毛 アメリカ   | Lucky Spell                | Incantation              |                  |
| 母 Take Charge Lady 1999 鹿毛 アメリカ | 母の父*デヒア Dehere 1991 鹿毛 アメリカ | Deputy Minister            | Vice Regent              | Vice Regent      |
| 母 Take Charge Lady 1999 鹿毛 アメリカ | 母の父*デヒア Dehere 1991 鹿毛 アメリカ | Deputy Minister            | Mint Copy                |                  |
| 母 Take Charge Lady 1999 鹿毛 アメリカ | 母の父*デヒア Dehere 1991 鹿毛 アメリカ | Sister Dot                 | Secretariat              | Secretariat      |
| 母 Take Charge Lady 1999 鹿毛 アメリカ | 母の父*デヒア Dehere 1991 鹿毛 アメリカ | Sister Dot                 | Sword Game               |                  |
| 母 Take Charge Lady 1999 鹿毛 アメリカ | 母の母Felicita 1994 芦毛 アメリカ       | Rubiano                    | Fappiano                 | Fappiano         |
| 母 Take Charge Lady 1999 鹿毛 アメリカ | 母の母Felicita 1994 芦毛 アメリカ       | Rubiano                    | Ruby Slippers            |                  |
| 母 Take Charge Lady 1999 鹿毛 アメリカ | 母の母Felicita 1994 芦毛 アメリカ       | Grand Bonheur              | Blushing Groom           | Blushing Groom   |
| 母 Take Charge Lady 1999 鹿毛 アメリカ | 母の母Felicita 1994 芦毛 アメリカ       | Grand Bonheur              | Director                 |                  |
| 母系(F-No.)                            | (FN:22-c)                               | (FN:22-c)                  | (FN:22-c)                | [ § 3 ]          |
| 5代内の近親交配                        | Fappiano 3x4=18.75%                     | Fappiano 3x4=18.75%        | Fappiano 3x4=18.75%      | [ § 4 ]          |
| 出典                                   | 1. 2. 3. 4.                             | 1. 2. 3. 4.                | 1. 2. 3. 4.              | 1. 2. 3. 4.      |

### 血統背景
母テイクチャージレディはスピンスターステークス（G1）の連覇を含むG1競走3勝、総合で22戦11勝の戦績を上げた馬であった。ウィルテイクチャージ以外にもフロリダダービー（G1）優勝馬のテイクチャージインディ（2009年生、父エーピーインディ）を出している。また、2005年生の牝馬チャーミング（Charming、父シーキングザゴールド）は繁殖牝馬として成功、テイクチャージブランディ・オマハビーチ (競走馬)のG1馬2頭の母となった。